# Бобровый
Бобро́вый (также Ле́нточка) — остров на Москве-реке в Нагатинском Затоне. Площадь острова составляет 143,1 тысяч квадратных метров, длина с учётом кривизны ― 1207 метр, ширина колеблется от 53 до 156 метров. В центре острова располагается овальный пруд площадью 3096 квадратных метров. Средняя высота острова над рекой ― 1,5 метра, высшая точка ― пять метров (насыпные холмы из строительного мусора). Остров сформировался в результате постройки Перервинского гидроузла в 1937 году. В 1960-е годы было осуществлено Нагатинское спрямление русла Москвы, на Бобровом была проведена подсыпка грунта. Южный речной порт использовал остров как склад древесины, мела и песка. После вывоза песка остров стал зарастать деревьями, и на нём появились бобры.
На острове широко распространена облепиха. Наиболее часто встречающиеся древесные породы — различные виды берёзы, ивы, клёна, ольхи и тополя. Лихенофлора острова схожа с лихенофлорой Нагатинской поймы. Самое распространённое млекопитающее острова ― рыжая полёвка. Встречаются бобры, которые, вероятно, прибыли на остров из низовий или верховий Москвы. Орнитофауна острова не отличается от орнитофауны других частей города. Остров сильно загрязнён, его посещают туристы.

## География
Остров расположен в акватории Перервинского водохранилища в 117 метрах от Нагатинской набережной (Нагатинский рукав), в 254 метрах от Нагатинской поймы (в районе слияния Новинковского рукава и Кожуховского затона), в 383 метрах от набережной района Печатники и в 392 двух метрах от Южного речного порта. Длина острова составляет 1121 метр по прямой или 1207 метров с учётом его кривизны. Ширина варьируется от 53 до 156 метров. Площадь Бобрового составляет 143,1 тысяч квадратных метров. В центре острова располагается небольшой пруд овальной формы площадью 3096 квадратных метров и размерами 100 на 47 метров. Средняя высота острова над рекой ― 1,5 метра; на Бобровом также находятся насыпные холмы высотой до пяти метров.
Пруд, расположенный на острове, засорён, однако он может служить средой обитания земноводных после расчистки, так как расположение Бобрового в русле Москвы смягчает микроклимат пруда и эффект от климатических аномалий. По мнению авторов публикации в журнале «Общество. Среда. Развитие», это важно, потому что множество видов земноводных, встречающихся в Москве, находятся на грани вымирания из-за экстремальных климатических аномалий (таких как пересыхание малых водоёмов), приводящих к гибели молодняка земноводных.
- Западная часть острова, вид с Нагатинской набережной
- Восточная часть острова, вид с причала «Меловой»
- Вид на остров в 2022 году, в правой части фотографии

## История
В 1870-х годах на Москве-реке была построена Перервинская плотина, началось затопление озёр на месте современного Нагатинского спрямления. До появления острова на этой территории находилась пойма Москвы, состоявшая из заливных лугов, ивовых лесов, стариц, пойменных болот и озёр, в том числе озеро Кривая Баба, непосредственно располагавшееся в районе Бобрового. К северу-востоку от поймы находилось Сукино болото. Территория поймы до XX века была сильно заболочена, так как находилась в зоне затопления во время паводков. В 1937 году был построен Перервинский гидроузел, а в пойме был подсыпан грунт. На фотографиях немецкой аэрофотосъёмки Москвы 1942 года видны уже сформированный Бобровый остров, отделённый от Нагатинской поймы узкой протокой, старое русло реки и несколько старичных озёр, включая Кривую Бабу. В 1960-х годах было спрямлено русло Москвы за счёт углубления Новинковской старицы и соединения озёр Ближнего Новинковского, Малого Новинковского, Ратного и Кривой Бабы. Было подсыпано более одного миллиона кубических метров грунта и был сооружён спрямительный канал длиной 3,5 километра. После спрямления район Нагатинской поймы больше не затапливался, потому что стабилизировался уровень акватории. 20 августа 1968 года на спрямлённом участке реки было открыто судоходство. Официально образованный остров стал называться «островом, образовавшимся после спрямления русла реки Москвы».
На Бобровом была также проведена подсыпка грунта за счёт углубления русла реки и использования строительного мусора, включая разбитые гранитные плиты, применявшиеся в облицовке набережной, из которого были насыпаны холмы высотой до пяти метров. Остров был включён в погрузочно-разгрузочную систему Южного речного порта, который складировал на нём древесину, мел и песок, а также оборудовал на острове несколько небольших причалов. В 1980-е годы Бобровый, также известный как Ленточка, был полностью засыпан песком, который был впоследствии вывезен. После вывоза песка остров стал зарастать деревьями, и на нём появились бобры, давшие острову современное название. В прошлом остров был соединён с сушей узкой дамбой.
В XX веке около Бобрового работал землесосный снаряд, углублявший дно реки и позднее затонувший. В 1990-е годы снаряд был поднят на поверхность, откуда он был вытащен пригнанным бульдозером, который был оставлен на острове и позже исчез. После бульдозера остались лебёдка и трос.

## Флора и фауна

### Флора
На Бобровом острове представлены как аборигенные, так и интродуцированные виды сосудистых растений. Широко распространена облепиха (отдельные её экземпляры достигают высоты 7―8 метров), часто встречается рейнутрия сахалинская. Из деревьев на острове доминируют клён ясенелистный, ольха серая и различные виды берёзы, ивы, а также тополя. Встречаются молодые экземпляры сосны. В прибрежной зоне острова произрастают камыш и осока. На севере Бобрового были отмечены заросли тростника и кусты чёрной смородины. Водная флора представлена видами рдеста, кубышкой жёлтой, и отдельными экземплярами кувшинки снежно-белой, занесённой в Красную книгу Москвы и в том числе произрастающей в заводях Нагатинской поймы.
Видовой состав флоры лишайников (лихенофлоры) Бобрового мало отличается от лихенофлоры Нагатинской поймы и других прилегающих районов. Фоновой экологической группой являются эпифитные (произрастающие на коре деревьев) лишайники, среди которых доминируют нитрофильные и эвритопные виды. Самые распространённые на острове виды: ксантория настенная с хорошо развитыми розетками и плодовыми телами, феофисция округлая, распространённая в прибрежной зоне, а также феофисция черноватая. Кроме того, на острове произрастают калоплака цельноплодная, канделяриелла желточно-жёлтая, леканора смешанная, леканора Хагена, фисция восходящая, фисция звёздчатая и фисция нежная. Редко встречаются гипогимния вздутая, ксантория многоплодная, ринодина грушевая (встречается в основном на коре), пармелия бороздчатая и фиксония искривлённая. На каменистом субстрате Бобрового обитают эврибионтные и эпилитные виды (к последним относятся веррукария чернеющая и леканора рассеянная). эпигейных лишайников на острове не обнаружено; основным фактором, препятствующим для распространения на Бобровом эпигейных лишайников, является загрязнение атмосферы автомобильными и промышленными выбросами. На Бобровом также не были найдены виды лишайников, занесённых в Красную книгу Москвы.

### Фауна
Из млекопитающих острова наиболее распространена рыжая полёвка, также встречаются обыкновенная полёвка и восточноевропейская полёвка. Кроме того, на острове встречаются бобры: одна хатка была зафиксирована на юге острова, напротив станции технического обслуживания. Бобры на острове поселились до 2010 года, на что указывают свежие и старые погрызы деревьев. Следы жизнедеятельности бобров встречаются практически по всему острову (вся территория острова попадает в ареал деятельности бобра шириной 30―50 метров). Скорее всего, бобры не были заселены на остров намеренно, а прибыли на него, поднявшись вверх по реке или, что более вероятно, спустившись по течению, так как бобровые поселения находятся в лесопарке Покровское-Стрешнево, в Строгинской пойме и на реке Химке. Если в Покровском-Стрешневе бобры выступают в роли условных вредителей, то на острове они повреждают только малоценный самосев деревьев и при этом изменяют биотоп острова, являясь средообразующим видом (бобры рубят деревья и кустарники и строят хатки). Бобры на острове не образуют плотин из-за отсутствия водотоков. В марте 2012 года бобры активно покидали свои хатки для кормёжки. Благоприятна для бобров изолированность острова, на котором нет их природных врагов: волков, лисиц, росомах и рысей, а бродячие собаки способны попасть на территорию острова только зимой. Рыбаки, посещающие остров в летний период, на бобров не охотятся.
На Бобровом острове также обитает ондатра, что говорит о высоком уровни её адаптационной пластичности, потому что её обнаружение говорит о её способности проживать в промышленных районах, таких как Нагатинский Затон, где значительно повышенная минерализация воды, вызванная сбросом в неё азотных соединений, сульфатов и хлоридов. На острове отмечена ласка, были найдены следы зайца-русака (оба вида занесены в Красную книгу Москвы), что может быть объяснено его заходом из Нагатинской поймы, где находятся местообитания русаков.
Орнитофауна острова типична для Москвы, например, на острове гнездится соловей. На Бобровом встречаются места ночёвки чаек. Так, недалеко от острова чайки ночевали в начале ― середине марта 2019 года, а 22 ноября 2020 года в период с 16:00 по 17:00 было отмечено скопление 387 из сизых чаек на юго-востоке острова, а на севере ― скопление из 1045 чаек, из которых было 145 сизых и 900 ― серебристых. Предположительно, чайки откочевали из района Бобрового острова и Нагатинской поймы во второй декаде марта 2021 года, так, 20 марта 2021 года на ночёвке близ Бобрового было отмечено не более трёхсот серебристых чаек. На острове были замечены цапли.
Из водных обитателей массово представлена речная дрейссена, обитающая на каменистых участках. Энтомофауна острова не изучалась. Летом 2012 года была отмечена особь махаона, перелетавшая с остров на берег реки. Рядом с островом, в Нагатинской пойме, был пойман экземпляр перелётной саранчи, однако неизвестно, был ли это случайный залёт, или в пойме находится постоянное местообитание саранчи (Москва по климату соответствует более южным районам, где обитает саранча).

## Экология и туризм
Остров сильно загрязнён, очистка его от мусора (в частности, от автомобильных покрышек, металлического мусора и обломков древесины и стекла) не проводилась. Бобровый посещают туристы (как на непродолжительное время, так и на несколько дней): летом они приплывают на резиновых лодках, что запрещено, зимой приходят по льду. Среди посетителей острова в социальных сетях ведутся дискуссии о необходимости его преобразования в общественную зону наподобие острова Ада Мечица в Белграде, однако, по мнению журналиста Алексея Митрофанова, отсутствие на острове инфраструктуры (например, отсутствие постоянной мобильной связи), его загрязнённость и заброшенность, являются факторами того, что остров не будет рассмотрен потенциальными девелоперами. Корреспонденты «Комсомольской правды», посетившие остров в 2019 году, отмечали, что на нём располагаются несколько столов, стулья и мангал.

### Комментарии
1. ↑  Репортёры «Комсомольской правды», побывавшие на острове в 2019 году, отмечают, что остров может также называться Островом, образовавшимся после спрямления русла реки Москвы[2].
2. ↑  Координаты пруда: 55°41′33″ с. ш. 37°41′49″ в. д.HGЯO[3].
3. ↑  При этом, согласно публикациям в «Москвич Mag» и «Комсомольской правде», лисицы на острове встречаются[1][2].